# مسفر بن علي القحطاني
مسفر بن علي القحطاني باحث ومفكر وأكاديمي سعودي، ولد في الخبر في المنطقة الشرقية عام 1971م (1391هـ). نشر العديد من المؤلفات، منها: (أثر المنهج الأصولي في ترشيد العمل الإسلامي)، و (الوعي المقاصدي: قراءة معاصرة للعمل بمقاصد الشريعة في مناحي الحياة).

## التعليم
- حاصل على الدكتوراه في أصول الفقه من جامعة أم القرى، وعنوان الرسالة: «منهج استنباط أحكام النوازل الفقهية المعاصرة، دراسة تأصيلية تطبيقية».
- حاصل على الماجستير في السياسة الشرعية من المعهد العالي للقضاء في الرياض عنوان الرسالة: «المقاصد الشرعية من الإمامة الكبرى عند ابن تيمية»..[5]

## العمل والعضويات
- أستاذ بقسم الدراسات الإسلامية والعربية في جامعة الملك فهد للبترول والمعادن.
- عمل رئيساً لقسم الدراسات الإسلامية في جامعة الملك فهد للبترول والمعادن.
- المدير التنفيذي لمركز الأمير عبد المحسن بن جلوي للبحوث والدراسات الإسلامية في الدمام.
- عمل أستاذا زائرا بالمعهد الأوروبي للدراسات الإنسانية في فرنسا.
- خبير في المجمع الفقهي المنبثق عن منظمة المؤتمر الإسلامي.
- عضو مجلس أمناء الندوة العالمية للشباب الإسلامي.
- عضو في اللجنة العلمية لهيئة حقوق الإنسان في السعودية.[6][7]

## المؤلفات
| الكتاب                                                                                         | سنة النشر | ملاحظات                                                                                    |
| ---------------------------------------------------------------------------------------------- | --------- | ------------------------------------------------------------------------------------------ |
| فقه الحقائق                                                                                    | 1999م     |                                                                                            |
| منهج استنباط أحكام النوازل الفقهية المعاصرة                                                    | 2003م     |                                                                                            |
| مناهج الفتيا في القضايا الفقهية المعاصرة                                                       | 1423هـ    |                                                                                            |
| فقه الاستطاعة                                                                                  | 2003م     |                                                                                            |
| المرأة.. والعودة إلى الذات                                                                     | 2004م     |                                                                                            |
| كلمات في الوعي                                                                                 | 2007م     | [ 8 ]                                                                                      |
| أثر المنهج الأصولي في ترشيد العمل الإسلامي                                                     | 2008م     |                                                                                            |
| الوعي المقاصدي: قراءة معاصرة للعمل بمقاصد الشريعة في مناحي الحياة                              | 2008م     |                                                                                            |
| الوعي الحضاري: مقاربة مقاصدية لفقه العمران الإسلامي                                            | 2012م     |                                                                                            |
| إصلاح المال: دراسة في الضوابط الفقهية للمعاملات المالية المعاصرة مع مقدمة في الاقتصاد الإسلامي | 2014م     |                                                                                            |
| سؤال التدبير: رؤى مقاصدية في الإصلاح المدني                                                    | 2014م     |                                                                                            |
| صدام القيم: قراءة لما بعد التحولات الحضارية                                                    | 2015م     | [ 9 ]                                                                                      |
| سؤالات في المنهج: مقاربات أصولية وفكرية لإشكالاتنا المعاصرة.                                   | 2017م     | صدرت الطبعة الثاني بعنوان: سؤالات في المنهج: مقاربة أصولية وفكرية لاحتياجات واقعنا المعاصر |
| التسخير الكوني للإنسان: من السؤال إلى النظرية                                                  | 2017م     |                                                                                            |
| حقوق الإنسان في ضوء مقاصد الشريعة مقارنة بالمواثيق الدولية                                     | 2019م     | [ 11 ]                                                                                     |
| مقدمات في الإجتماع الديني: مقاربة للحالة السعودية                                              | 2021م     |                                                                                            |